# Socket 2
Il Socket 2, successore del Socket 1, è il socket utilizzato per le CPU Intel 486 DX a 66 MHz e i primi Intel Pentium OverDrive e Intel OverDrive. Era dotato di 238 pin e i processori montati su questo socket erano alimentati a 5 V, ciò lo rendeva incompatibile con i processori che seguirono funzionanti a voltaggio ridotto.
Il suo successore fu il Socket 3.